# Thomas Althaus (Literaturwissenschaftler)
Thomas Althaus (* 26. Dezember 1956 in Lüdinghausen) ist deutscher Literaturwissenschaftler.

## Leben
Nach dem Studium (1976–1984) an der Universität Gießen und an der Universität Münster, der Promotion 1989 an der Universität Münster und der Habilitation 1995 an der Universität Münster wurde Althaus 2001 außerplanmäßiger Professor in Münster. Seit 2005 ist er W3-Professor für Neuere deutsche Literaturwissenschaft (Literaturgeschichte des 17.–19. Jahrhunderts) an der Universität Bremen.
Seine Forschungsschwerpunkte sind Lyrik, kleine Prosa, Literatur der Frühen Neuzeit, Drama und Theater der Aufklärung, Erzählprosa und publizistische Prosa des 19. Jahrhunderts und Literatur und Kultur der Moderne 1880–1950, hier auch mit einer mediengeschichtlichen Konzentration auf den Film der 1920er und 1930er Jahre.

## Schriften (Auswahl)
- Das Uneigentliche ist das Eigentliche. Metaphorische Darstellung in der Prosa bei Lessing und Lichtenberg. Münster 1991, ISBN 3-402-03603-7.
- Epigrammatisches Barock. Berlin 1996, ISBN 3-11-015433-1.
- Hg.: Kleinbürger. Zur Kulturgeschichte des begrenzten Bewußtseins. Tübingen 2001, ISBN 3-89308-323-5.
- Strategien enger Lebensführung. Das endliche Subjekt und seine Möglichkeiten im Roman des 19. Jahrhunderts. Hildesheim 2003, ISBN 3-487-11838-6.